# Josep Vicenç Foix
Pour les articles homonymes, voir Foix (homonymie).
 (septembre 2013).
Si vous disposez d'ouvrages ou d'articles de référence ou si vous connaissez des sites web de qualité traitant du thème abordé ici, merci de compléter l'article en donnant les références utiles à sa vérifiabilité et en les liant à la section « Notes et références ».
Œuvres principales
- Darrer comunicat
- Tocant a mà…
- 99 notes sobre ficcions poncianes
- Obres completes, Volum II

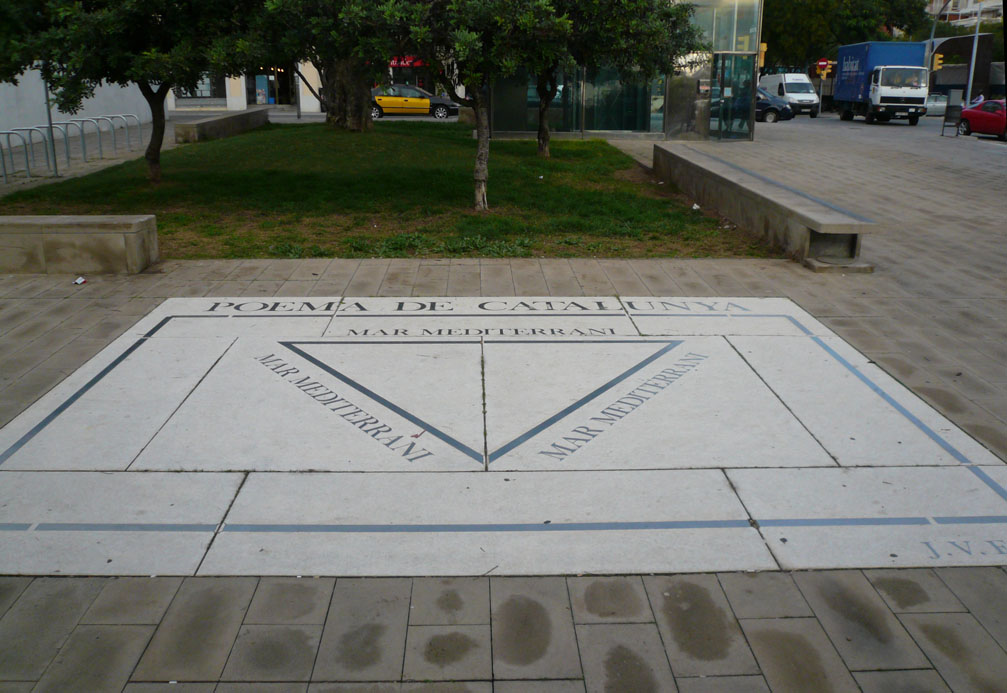
Œuvre réalisée en 2002 sur la Via Augusta à Sarrià sur un calligramme de J. V. Foix, 1920.

Josep Vicenç Foix i Mas, plus connu sous le nom de J. V. Foix, est un poète, journaliste et essayiste espagnol de langue catalane, né à Sarrià le 8 janvier 1893 et mort à Barcelone le 29 janvier 1987. Membre de l'avant-garde littéraire catalane, il obtient en 1984 le premier Prix national des Lettres espagnoles.

## Biographie

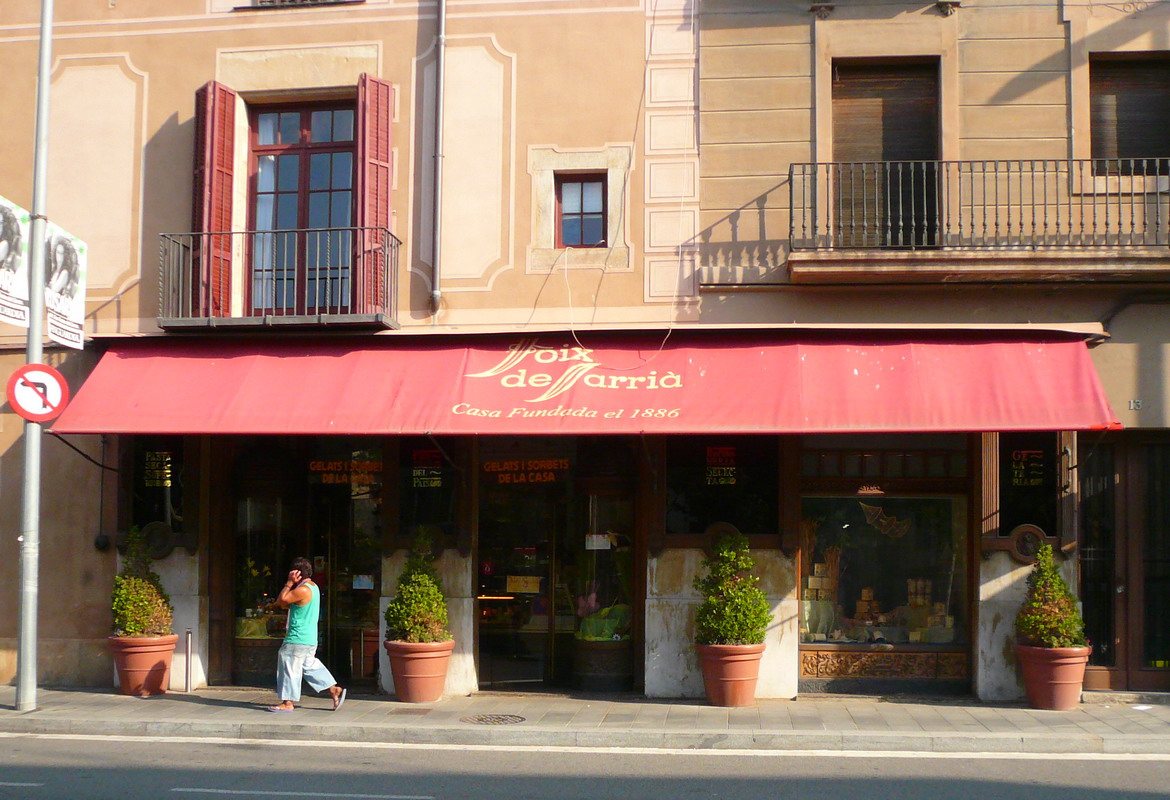
La pâtisserie Foix, le commerce de la famille de Josep Vicenç Foix.

Josep Vicenç Foix naît le 8 janvier 1893 dans l'ancien village de Sarrià, intégré en 1922 à la ville de Barcelone. Fils de Josep Foix i Ribera, pâtissier, et de Paulina Mas i Rubinat, il commence ses études de droit à l'Université de Barcelone, mais abandonne son cursus la seconde année pour travailler dans la pâtisserie de ses parents, et s'initie à la lecture de classiques comme Lord Byron, Dante et Baudelaire.
En 1916, il commence à collaborer avec le journal La revista, et en devient rédacteur aux côtés de Joaquim Folguera. Il y publie des poèmes en 1917. Il anime également la revue La Console, où il publie des calligrammes. Foix devient rédacteur de L'Ami des arts et Cahier de poésie, où figurent la plupart de ses textes théoriques sur l'avant-garde. Il devient ami avec Salvador Dalí, Joan Miró, Paul Éluard et Federico García Lorca.
À la fin de la guerre civile espagnole il reprend l'affaire familiale et laisse de côté pour un temps ses préoccupations artistiques tout en continuant à aider certains jeunes artistes tels que Joan Brossa.
En 1960, il écrit Onze Nadals i un Cap d'Any qui est primé l'année suivante. Le 25 mai 1962, il devient membre de l'Institut d'Estudis Catalans. Son œuvre devient plus populaire après la mise en musique par Joan Manuel Serrat de son poème « És quan dormo que hi veig clar » (« C'est quand je dors que j'y vois clair »).
Il est proposé en 1984 pour le prix Nobel de littérature et reçoit le Prix national des Lettres espagnoles la même année.

## Œuvre

### Poésie
- 1936 : Sol i de dol
- 1949 : Les irreals omegues
- 1953 : On he deixat les claus?
- 1960 : Onze Nadals i un Cap d'Any — Prix Lletra d'Or 1961
- 1964 : Desa aquests llibres al calaix de baix
- 1974 : Obres completes I (1971-1973)
- 1985 : Cròniques de l'ultrason

### Articles de journaux
- 1969 : Els lloms transparents
- 1971 : Mots i maons, o a cascú el seu
- 1985 : Obres completes III (1921-1936)